# Феодор III (архиепископ Ростовский)
Архиепи́скоп Фео́дор (Фео́дор Си́моновский, в миру Иоа́нн (Ива́н); ок. 1340 — 28 ноября 1394) — епископ Русской церкви, архиепископ Ростовский.
Ученик преподобного Сергия Радонежского. Первый игумен и основатель Симонова монастыря. Переводчик, иконописец. Почитается в соборах Московских, Радонежских и Ростовских святых.
Канонизирован в лике святителей.

## Биография
Будущий святитель родился в семье родного брата преподобного Сергия Радонежского Стефана. Год рождения неизвестен. Встречается датировка 1339 или 1340. Соответственно, родом святитель был из ростовских бояр. Дед его был влиятельным лицом при дворе радонежского князя Андрея, а отец был духовником великого князя Симеона Гордого. Рано лишившийся матери, Иван воспитывался своим дядей Преподобным Сергием и ещё двенадцатилетним юношей был пострижен своим дядей преподобным Сергием в Троицком монастыре с именем Феодор. В монастыре преподобного Сергия будущий святитель обучался греческому языку, иконописанию, много читал.

### Игумен Симонова монастыря
В 1370 году по благословению преподобного Сергия и митрополита Алексия Феодор основал монастырь в честь Рождества Божией Матери в селе Симоново под Москвой. Однако в 1379 году монастырь был перенесён на новое место, которое было названо Новое Симоново. Новый монастырь был посвящён Успению Божией Матери. Именно в Новом Симонове были пострижены преподобные Кирилл и Ферапонт Белозерские.
В 1374 году игумен Феодор познакомился с послом константинопольского патриарха Константинопольского Филофея Киприаном, будущим русским митрополитом. Впоследствии его, как и его учителя Сергия Радонежского, с Киприаном связывали дружеские отношения. Во время сложной политической борьбы вокруг русского митрополичьего престола игумен Симонова монастыря оказывал неизменную поддержку Киприану: именно преподобному Сергию и ему направлял свои послания Киприан во время своих неудачных попыток занять митрополичью кафедру в Москве.
После Куликовской битвы Феодор оказался духовником великого князя Дмитрия, заменившим на этом месте противника Киприана в борьбе за митрополию Митяя. В августе 1382 года Феодор стал крёстным отцом сына великого князя Андрея.
В феврале 1381 года духовник великого князя отправился во главе посольства в Киев, звать на русскую митрополию своего друга Киприана, изгнанного в 1378 году из Москвы. Киприан был вторично изгнан из Москвы осенью 1382 года. Его место занял ранее поставленный в Константинополе вместо умершего Митяя Пимен, которого великий князь ранее отправил в ссылку. Феодор вместе с нижегородским епископом Дионисием начал борьбу против Пимена. Не был доволен Пименом и великий князь. Поэтому по его воле в июне 1383 года Дионисий отправился в Константинополь для обсуждения управления русской митрополии. Феодор поехал вместе с ним. Послы везли грамоту, заранее заготовленное осуждение Пимена. Дионисий, получивший патриаршую поддержку, в сопровождении патриарших послов, отправленных в Москву для расследования дела Пимена, возвратился на Русь. Феодор же остался в Константинополе до конца 1384 года. На Русь игумен Симонова монастыря возвратился в сане архимандрита и «первопресвитера». Его монастырь стал патриаршей ставропигией, то есть теперь, минуя митрополита, он подчинялся непосредственно патриарху.
Несмотря на то, что патриаршие послы нашли выдвинутые против Пимена обвинения вполне обоснованными и низложили его, смута не закончилась. Сам новый кандидат в русские митрополиты Дионисий был задержан в Киеве князем Владимиром Ольгердовичем и вскоре там же скончался. Пимен вновь отправился в Константинополь искать правды.
В 1387 году Феодор отправился в Константинополь, чтобы свидетельствовать против Пимена. Здесь он надеялся застать и Киприана. Однако Киприан в это время был в Литве, и суд затянулся. Далее бывшие враги, Феодор и Пимен, сговорились между собой и бежали из столицы, избрав для возвращения дальний путь, через занятую турками Азию. (Заочно Синод низложил обоих беглецов). Во время этого их путешествия (беглецы вернулись на Русь в 1388 году) Пимен поставил Феодора архиепископом Ростовским, подняв таким образом статус Ростовской епархии. Пимен был вновь признан на Руси митрополитом и совершил несколько хиротоний. Однако, узнав о кончине низложившего его патриарха Нила, вновь собрался в Константинополь и в апреле 1389 года отправился в путь. В Рязани его встречали епископы. Их весьма представительное собрание вряд ли допускает мысль о случайности происходившего. Намерения иерархов вполне не ясны, однако трое из них отправились в путь вместе с митрополитом. Среди них был и Феодор. В Тане генуэзцы потребовали от Пимена возвращение долга и взыскали в счёт его погашения весьма значительную сумму, фактически ограбив посольство. По проискам митрополита Пимена в Кафе Феодор был ограблен и брошен генуэзцами в тюрьму. Выбравшись из тюрьмы, Феодор достиг Константинополя, где вместе с прибывшим туда Киприаном свидетельствовал против Пимена. Пимен, наконец, был окончательно низложен, а Киприан восстановлен в своих правах, как митрополит Киевский и всея Руси.
6 марта 1390 года в третью неделю Великого поста Киприан и сопровождавшие его епископы, в числе которых был и Феодор Ростовский, прибыли в Москву и были торжественно встречены новым великим князем Василием Дмитриевичем.

### Архиепископ Ростовский
После возвращения на Русь из третьего своего хождения в Константинополь Феодор удалился в свою весьма обширную епархию. Краткое архиерейство Феодора оставило о себе светлую память. Скорая его канонизация как святителя (уже в XV веке) говорит о широком его почитании среди ростовской паствы.
В отношении его архиерейства существует бесспорное свидетельство, что он этого звания какое-то время был лишён. Один из канонов, переведённых Федором, подписан так: «Приведен же бысть на рускый язык от многогрешнаго и ради премногих различных зол и преступлений отриновенаго от церкви, от лица святительска, именем же Феодора, аще и недостойна, но рекше — презвитера». Рукой самого Феодора подтверждено, что он был лишён своего святительского (епископского) звания. Трудно с точностью сказать, что имеется в виду. Существует устойчивое предположение, что речь идёт о низложении его Пименом после конфликта по дороге в Константинополь. Никаких других документов, свидетельствующих о лишении его епископского звания, мы не имеем.
В Ростове святителем Феодором был основан женский Рождества Богородицы монастырь. Образ Богородицы для монастыря написал сам ростовский архиепископ.

### Успение и почитание
Скончался святитель 28 ноября 1394 года. Похоронен в Успенском соборе Ростова. Уже в XV веке он почитался как святитель. Однако в XIX веке по неизвестной причине его общецерковное почитание было прекращено. Возобновлено оно было только в 1912 году.
Раннее житие святителя Феодора не сохранилось. Известно, что его житие намеревался писать Епифаний Премудрый, но выполнил ли он своё намерение — неизвестно. Известный список его жития датируется 1723 годом.

## Литературная деятельность
Никаких оригинальных текстов святителя Феодора не выявлено. Однако, несомненно, существовали его письма, адресованные Киприану. Безусловно, он участвовал в составлении текста осуждения Пимена.
Зато его переводческая деятельность подтверждена многими списками переведённых им канонов. Более всего среди них переводов Филофея Коккина. Это канон Богородице о бездождии с акростихом, канон на Успение Богородицы, канон на «глад и томление от скудства житнаго», молитва за бездождие, молитвы Филофея «на покрестьи». Кроме Филофеевых произведений его руке принадлежат переводы чина малого освящения воды и молебного канона Богородице Иоанна Евхаитского.
Святитель был незаурядным иконописцем. Известны иконы его письма: «Деисус на Болвановке у Николы святаго» и образ преподобного Сергия Радонежского.